# Исчезновение Martin M-130 над Тихим океаном
Исчезновение Martin M-130 над Тихим океаном — авиационное происшествие, случившееся в пятницу 29 июля 1938 года, когда пассажирская летающая лодка Martin M-130 авиакомпании Pan American Airways исчезла над Тихим океаном с 15 людьми на борту. Первая потеря в истории самолёта Martin M-130.

## Экипаж и пассажиры
Экипаж самолёта состоял из пяти пилотов, двух бортинженеров, бортрадиста и бортпроводника:
- Командир воздушного судна (КВС) — Лео Терлецки (англ. Leo Terletzky). Его общий налёт составлял 9200 часов, включая 1626 часов на транстихоокеанских маршрутах, 1614 часов на Martin M-130, 826 часов за последний год и 6 часов за последний месяц.
- Второй пилот — Марк А. Уокер (англ. Mark A. Walker). Его общий налёт составлял 1900 часов, включая 1575 часов на транстихоокеанских маршрутах.
- Третий пилот — Джордж М. Дэвис (англ. George M. Davis). Его общий налёт составлял 1650 часов, включая 1080 часов на транстихоокеанских маршрутах.
- Четвёртый пилот — Хосе М. Соседа (англ. Jose M. Sauceda). Его общий налёт составлял 1900 часов, включая 570 часов на транстихоокеанских маршрутах.
- Пятый пилот — Джон В. Джуитт (англ. John W. Jewett). Его общий налёт составлял 2000 часов, включая более 400 часов на транстихоокеанских маршрутах.
- Бортинженер — Говард Л. Кокс (англ. Howard L. Cox). Его общий налёт на транстихоокеанских маршрутах составлял 944 часа.
- Бортинженер-стажёр — Т. Б. Татум (англ. T. B. Tatum). Данный рейс для него был тренировочным.
- Бортрадист — Уильям Макгарти (англ. William McGarty). Его общий налёт на транстихоокеанских маршрутах составлял 1952 часа.
- Бортпроводник — Иван Паркер (англ. Ivan Parker). Его общий налёт на транстихоокеанских маршрутах составлял 1200 часов.

В салоне находилось шесть пассажиров:
- Эрл Б. Маккинли (англ. Earl B. McKinley) — бактериолог и декан Медицинской школы Университета Джорджа Вашингтона;
- Фред К. Мейер (англ. Fred C. Meier) — главный патолог в  Министерстве сельского хозяйства США;
- Эдвард Э. Уайман (англ. Edward E. Wyman) — вице-президент по экспортным продажам компании Curtiss-Wright;
- Кеннет А. Кеннеди (англ. Kenneth A. Kennedy) — менеджер Тихоокеанского отделения авиакомпании;
- Майор Говард С. Френч (англ. Howard C. French) — командир 321-й наблюдательной эскадрильи;
- Чой Ван Сун «Уотсон» (англ. Choy Wah Sun (Watson)) — американец китайского происхождения, владелец небольшой ресторанной компании в Нью-Джерси.

## Самолёт
Martin M-130 с бортовым номером NC14714 (заводской — 556) и именем Hawaiian Clipper поступил в авиакомпанию Pan American Airways 24 декабря 1935 года, став третьим (и последним) представителем M-130, а 19 сентября 1936 года начал выполнять полёты через Тихий океан из Аламиды (Калифорния) в Манилу (Филиппины) с промежуточными остановками в Гонолулу, Мидуэе, Уэйке и Агане. Максимальный взлётный вес был определён в 52 000 фунтов (23 600 кг) исходя из максимального посадочного 42 000 фунтов (19 100 кг); всего за два года между Аламидой в Манилой было выполнено 35 рейсов «туда—обратно», а после каждых трёх таких круговых рейсов выполнялось обслуживание двигателей. На момент вылета из Аламиды общий налёт борта NC14714 составлял 4751 час 55 минут, а на момент вылета в роковой рейс он налетал дополнительно ещё около 55 часов 58 минут.

## История полёта
Hawaiian Clipper выполнял очередной пассажирский рейс 229 из Аламиды в Манилу; вылет из Аламиды был 23 июля 1938 года, после чего экипаж делал остановки с ночёвкой в Гонолулу (24 июля), Мидуэе (26 июля), Уэйке (27 июля), а 28 июля в 05:55 GMT благополучно прибывает на Гуам. Начиная с Аламиды полёт до этого момента проходил достаточно однообразно, при этом погодные условия были лучше среднего, хотя, следуя от Уэйка до Гуама, самолёт летел южнее обычного маршрута, а потом повернул на север, но это было нормальным, так как командир Терлецки так поступил на основе имеющейся информации о прогнозе погоды на данном участке. Также в Уэйке экипаж Hawaii Clipper встретился с экипажем другого «Мартина» — Philippine Clipper, чей экипаж позже рассказал, что пилоты Hawaii Clipper были в хорошем настроении, сообщив о комфортном спокойном полёте. На ночных остановках в Гонолулу, Мидуэе и Гуаме самолёт и его двигатели проходили плановые ночные обслуживания, в ходе которых выполнялся тщательный осмотр двигателей и важных систем, а также доливка топлива, масла и жидкостей в системе охлаждения. Как позже заявили главные механики из посещаемых аэропортов, бортинженер не докладывал о каких-либо проблемах на борту NC14714, а они сами не заметили ничего необычного.
Ранним утром на Гуаме началась подготовка для перелёта к последнему пункту маршрута — Маниле. Всего на борту находились 6 пассажиров, 9 членов экипажа, 1138 фунтов (516 кг) груза, 2550 галлонов бензина и 120 галлонов масла, а общий взлётный вес «Мартина» был определён как 49 894 фунта (22 632 кг); продолжительность полёта при следовании с крейсерской скоростью на эшелоне 7800 футов (2400 м) оценивалась в 12 с половиной часов при запасе топлива на 17 с половиной часов. От пирса самолёт отошёл в 19:39 (03:39 PHT), но взлетел фактически только в 20:08 (04:08 PHT), то есть через 29 минут; весь полёт должен был проходить в течение светлой половины дня.
Над Гуамом в это время стояла переменная облачность (2—5 октантов) с нижней границей 2000 футов (610 м), дул западный-юго-западный ветер 6 уз (11,11200 км/ч), давление 29,83 дюйма (758 мм) рт.ст., температура воздуха 80 °F (27 °C), волнение воды — умеренное. По данным метеостанции в Кавите (Филиппины), что близ Манилы, на небе над ним в это время стояли отдельные облака с нижней границей 2500 футов (760 м), дул юго-западный ветер 4 уз (7,40800 км/ч), давление 29,76 дюйма (756 мм) рт.ст., температура воздуха 81 °F (27 °C), на море штиль. Выданный экипажу перед вылетом прогноз погоды на маршруте содержал информацию об облачности с нижней границей 2500—3000 футов (760—910 м) и вершинами от 8000 футов (2400 м) до 10 000 футов (3000 м), дождь, ветер от юго-западного до западного, возможно образование кучевых облаков высотой от 14 000 футов (4300 м) до 16 000 футов (4900 м), а также о распределённых над филиппинскими островами ливневых дождях с грозами.
В течение полёта экипаж поддерживал связь с диспетчерами авиакомпании и с радиоцентрами в Маниле и Панае. Радиосвязь была нормальной, а в 04:11 экипаж передал данные о местонахождении на 04:00 (12:00 PHT):

Летим в неспокойном воздухе на высоте 9100 футов (2800 м), температура 13°C, ветер 19 уз (35,18800 км/ч) 247°. Расчётное положение 12°27′ с. ш. 130°40′ в. д., путевая скорость — 112 уз (207,42400 км/ч), занятый курс — 282°, дождь. За последний час погодные условия поменялись: сплошная облачность, небо затянуто слоисто-кучевыми облаками с нижней границей 9200 футов (2800 м). Под нами сплошная облачность, небо затянуто кучевыми облаками с вершинами до 9200 футов (2800 м). Полчаса следуем по приборам. Последний пеленг от радиопеленгатора Манилы — 101°.Оригинальный текст (англ.)Flying in rough air at 9100 feet. Temperature 13 degree centigrade. Wind 19 knots per hour from 247 degree. Position Latitude 12 degree 27' N. Longitude 130 degree 40' E dead reckoning. Ground speed made good 112 knots. Desired track 282 degree, Rain. During past hour cloud conditions have varied. 10/10ths of sky above covered by strato cumulus clouds, base 9200 feet. Clouds below, 10/10ths of sky covered by cumulus clouds whose tops were 9200 feet. 5/10ths of the hour on instruments. Last direction finder bearing from Manila 101 True
Данное сообщение получил диспетчер Эдуардо Фернандес (англ. Eduardo Fernandez) на Панае, который подтвердил приём информации, после чего собирался сообщить данные о погоде на 04:00, на что с самолёта ответили: Подождите с сообщением одну минуту, у меня из-за дождя статические помехи. Спустя минуту, в 04:12 диспетчер сообщил рейсу 229 данные о погоде, но экипаж получение информации не подтвердил; попытки вызвать Hawaiian Clipper предпринимались до 04:15, но были безуспешны. Затем диспетчер передал в Манилу данные о местонахождении рейса 229 на 04:00, а в 04:35 диспетчерский центр тихоокеанского отделения авиакомпании в Аламиде был извещён о пропаже связи с бортом NC14714. В свою очередь, все филиппинские станции радиосвязи в соответствии со стандартными процедурами и в установленном порядке вплоть до 04:49 прослушивали эфир аварийных частот. В 09:00 (17:00 PHT), когда Hawaiian Clipper в Манилу так и не прибыл, была объявлена чрезвычайная ситуация.

## Поисковые работы

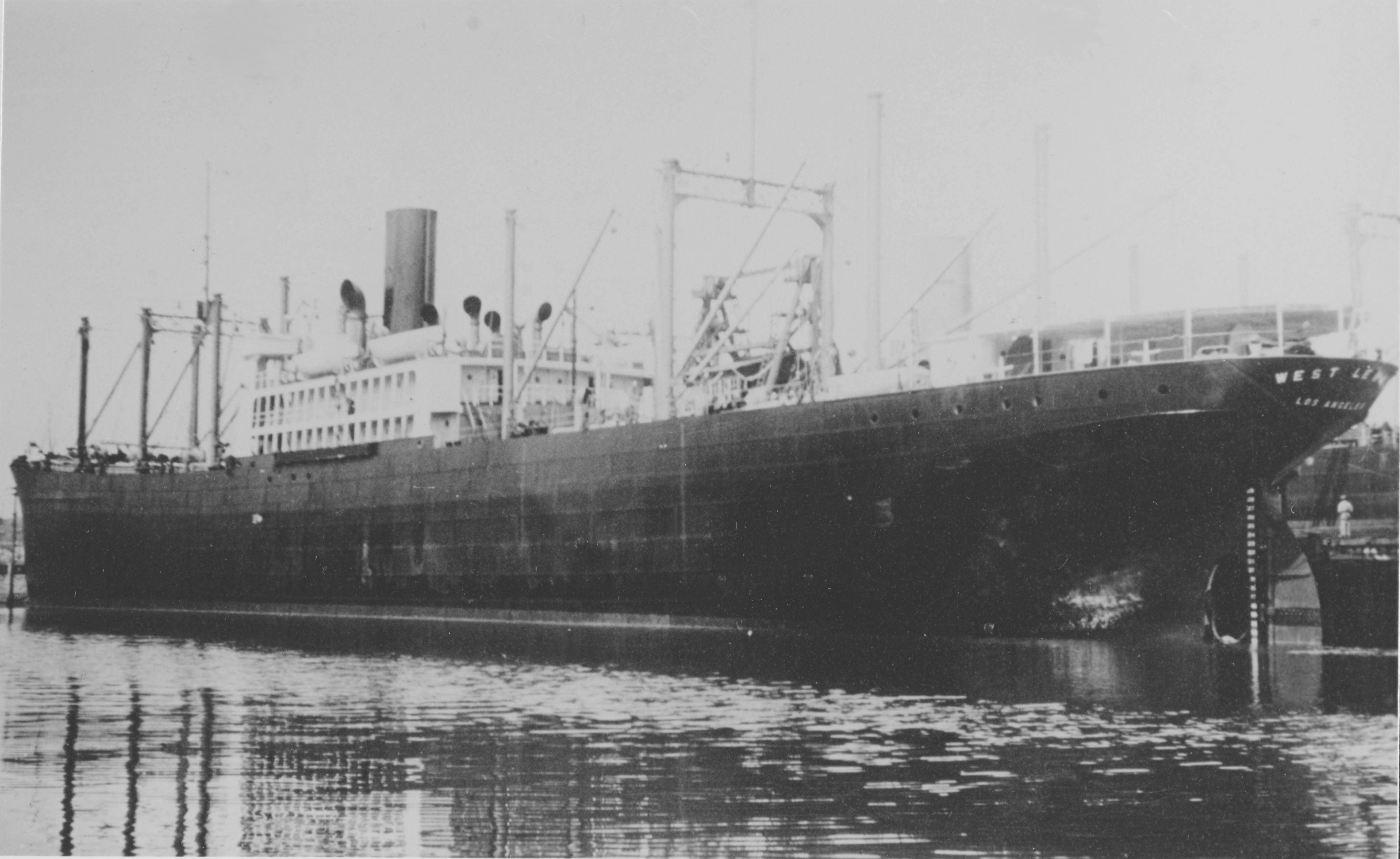
Транспортный корабль USAT Meigs

Руководство Pan American Airways запросило помощи у находящихся в Маниле военных кораблей, поэтому в 18:30 PHT была начата дозаправка флотилии, а в полночь 13 кораблей вышли в море на поиски. Ближайшим надводным кораблём к месту исчезновения был американский транспорт Meigs, который на момент последней связи с самолётом был примерно на расстоянии 103 мили (166 км) на запад-северо-запад, но после информации об исчезновении в 15:40 PHT поменял курс и к 22:00 PHT прибыл в район последнего известного местонахождения лайнера, после чего в течение трёх часов вёл активные поиски, которые затем временно прекратил, чтобы продолжить после рассвета.
Вечером следующего дня в 17:10 PHT на удалении 28 миль (45 км) к юго-юго-востоку от последних переданных с самолёта координат на поверхности воды обнаружили масляное пятно округлой формы, имеющее по разным оценкам диаметр 500—1500 футов (150—450 м). Район близ пятна как следует обыскали, а также была спущена небольшая лодка с одним из офицеров, который взял небольшой образец этой плёнки для анализа. Из-за наступления темноты поиски снова прервали до утра, при этом скорость дрейфа была оценена в 1 уз (1,85200 км/ч) при направлении 140°. Meigs дрейфовал у пятна, так как было решено, что его вместе с пятном будет сносить одинаково, однако утром пятна уже не оказалось; тогда транспорт направился к точке первоначального обнаружения масляного следа, но и там ничего не было. Всё время поисков дули тихие ветры, а поверхность моря была спокойной, поэтому мелкие предметы должны были легко найти, но всё оказалось тщетно.
Сотрудник телефонной станции, проживающий на острове Лахуй (англ. Lahuy Island, Бикольский регион), заявил, что примерно в 15 часов по местному времени слышал, как над ним над сплошными облаками пролетел большой самолёт, при этом в данном районе в тот момент не было ни военных, ни гражданских самолётов, а Hawaiian Clipper мог бы достичь этого острова примерно в 15:46 PHT. В связи с этим обыскали также остров Лахуй и прилегающие окрестности, при том, однако, отметили, что сам Лахуй расположен к востоку от острова Лусон и близ его юго-восточной оконечности. Лусон — один из крупнейших островов Филиппинского архипелага и хорошо заселён в южной части, но значительную часть его площади при этом занимают густые тропические леса и горные хребты высотой свыше 7000 футов (2100 м), а потому есть вероятность, что если борт NC14714 разбился в его горах, то джунгли могли бы потом скрыть обломки. Поиски на островах Лусон и Минданао вели как у побережья, так и во внутренних районах, но ничего не нашли.
5 августа поиски самолёта были прекращены, а все 15 летевших в нём людей признаны погибшими.
Что до образца масла, взятого Meigs, то его разлили в две ёмкости поменьше, после чего один из них использовали в Маниле для анализа на содержание свинца (может попасть в масло после сжигания бензина), однако результаты анализа оказались отрицательными. Далее остатки от данной пробы вместе с нетронутой частью отправили в Нью-Йорк; каждая из этих проб была объёмом меньше 3 кубических дюймов (49 мл), поэтому для анализа привлекли высокопрофессиональных химиков, которые после всех тестов однозначно заявили, что взятый образец не совпадает с маслом, которое использовалось в двигателях исчезнувшего самолёта. Также в заливе Сан-Франциско, вода в котором была почти такой же, как в остальном Тихом океане, провели тесты с розливом масла на поверхности воды, благодаря чему определили, что разлитое по воде масло образует плёнку с тем же самым химическим составом, а также что запах высокооктанового бензина улетучивается из масла в течение нескольких минут; последнему факту уделили особое внимание, так как офицеры с транспорта утверждали, что при взятии пробы масла в воздухе в это время стоял сильный запах бензина.
Были также выполнены тесты, в ходе которых различные образцы масла помещали в банки с морской водой, после чего банки встряхивали и проверяли цвет образовавшейся взвеси, запах и образование эмульсии, но все взятые образцы отличались от масла, взятого в океане. Также обращало на себя внимание, что при экспериментах со старым и новым моторным маслом цвет значительно отличался от цвета масла из пятна; вариант, что найденное пятно было образовано не моторным, а каким-нибудь другим маслом, признали не состоятельным, так как моторного масла на борту было 120 галлонов (около половины кубометра), то есть намного больше, чем всех остальных масел.

## Причины
1. Командир и остальные члены экипажа были квалифицированы и физически здоровы.
2. Рейс 229 проходил нормально от Аламиды до Гуама, а периодические проверки на ночных остановках показали, что самолёт и его двигатели работали исправно.
3. Самолёт и его оборудование были исправны на момент вылета из Гуама.
4. Рейс был надлежащим образом отправлен из Гуама в Манилу в соответствии с установленными процедурами авиакомпании.
5. Несмотря на различные помехи, связь с самолётом иногда хоть и была затруднена, но за всё время полёта с Аламиды на Гуам ни разу не прерывалась. Полёт из Гуама на запад проходил нормально, а радиооборудование на борту функционировало исправно до 04:11 GMT 29 июля 1938 года.
6. Сразу после 04:11 GMT связь между самолётом и береговой станцией оборвалась.
7. Интенсивные поиски на обширной территории с привлечением надводных кораблей и воздушных судов не обнаружили никаких следов Hawaiian Clipper.
8. Химический анализ масла, взятого командой USAT Meigs, показал, что определённо нет никакой связи между обнаруженным пятном и пропавшим самолётом.
9. Нельзя игнорировать сообщение, что во второй половине 29 июля в районе острова Лахуй над облаками был слышен пролетающий самолёт.
10. Из-за сложного характера местности Комиссия не способна ответить, что поиски с воздуха на островах Лахуй и других в этом регионе можно считать законченными из-за сложного характера местности.
11. Авиакомпания Pan American Airways предлагала вознаграждение за любую информацию о Hawaiian Clipper, что в теории должно способствовать продолжению поисков на островах.

После того, как в 04:11—04:12 GMT 29 июля 1938 года связь с самолётом прервалась, больше экипаж на связь уже не выходил и на вызовы не отвечал, а никаких следов Hawaiian Clipper найдено не было. Был выдвинут ряд версий, но многие из них опровергли фактами, а другие опровергнуть не удалось. Однако не было никаких доказательств, которые могли бы пролить свет на исчезновение самолёта, в связи с чем комиссия от Совета по авиационной безопасности (англ. Air Safety Board) вынуждена была признать, что не может определить причину происшествия.

## Альтернативные версии
- Захват самолёта японцами: в 1964 году пилот ВВС США Джо Джервэйс (англ. Joe Gervais) заявил, что в поисках тайны исчезновения Амелии Эрхарт ему попались фотографии, сделанные на островах Трук (в 1938 году были оккупированы Японией), на которых видны обломки летающей лодки, а местные утверждали, что на борту самолёта были 15 человек, которых казнили японцы и похоронили под бетонной плитой на одном из островов. Однако в авиакомпании PanAm после рассмотрения фотографий заявили, что на них самолёт Short Sunderland. В 2000 году писатель Чарльз Хилл издал книгу «Fix on the Rising Sun: The Clipper Hi-jacking of 1938» в которой писал, что Hawaiian Clipper захватили два японских офицера, спрятавшихся в багажном отделении, которые направили самолёт к островам Трук, где экипаж и пассажиры были казнены. Основной мотив захвата самолёта: три пассажира (Уайман, Френч и Чой Ван Сун) были активными сторонниками китайской власти, а Чой Ван Сун ещё по некоторым данным вез с собой 6 золотых сертификатов на 3 миллиона долларов, которые намеревался пожертвовать правительству Чан Кайши[3][12].
- Попадание в шторм: при последнем сеансе радиосвязи экипаж сообщил о статических помехах, что могло свидетельствовать о полёте близ грозы. В этом случае есть риск попадания в самолёт молнии, приведший к взрыву топливных баков, либо авиалайнер мог разрушиться из-за сильной турбулентности. Тогда велика вероятность, как считают авторы данной версии, что обнаруженное масляное пятно на самом деле принадлежало пропавшему самолёту, а экспертиза образцов проводилась с нарушениями, из-за чего и показала отрицательный результат[12].

### Комментарии
1. ↑  Здесь и далее по умолчанию указано Среднее время по Гринвичу (GMT)